# Sniff
Sniff är en litterär figur i Tove Janssons berättelser om Mumintrollen, introducerad 1945 i boken Småtrollen och den stora översvämningen.
Sniff är Mumintrollets första vän och förekommer i flera av böckerna om Muminfamiljen. Ursprungligen saknade han namn och kallades endast Det lilla djuret innan namnet Sniff började användas i uppföljarboken Kometjakten. Sniff är materialistisk och feg men blir modigare då han får första bästa chans att bli rik och berömd. Han är förtjust i allt som glittrar och samlar därför på sig diverse krimskrams. Han har även förknippats med hundrasen Azawakh på grund av sin bekväma livsstil och sitt hat mot kyla.

## Personlighet
Sniff verkar vara yngre än böckernas huvudfigurer, i synnerhet i de tidigare volymerna. Många av hans negativa egenskaper liknar de hos ett tanklöst barn; han är självisk, snål och snabb med att överlåta allt ansvar till andra personer, men dock inte ondsint. Han har också lätt för att bli rädd och tar sällan risker.
En gestalt för Sniffs raka motsats är frihetsälskaren Snusmumriken, som är lugn och inte bryr sig om materiella saker; deras filosofier går ibland isär, exempelvis i Kometjakten när Sniff samlar på sig ett gäng granater.

## Familj och ursprung
Det framgår inte i Tove Janssons berättelser vad Sniff är för sorts djur (han skulle kunna liknas vid en hybrid mellan en råtta och en känguru, eller också en pungråtta). Innan Sniff adopterades av Muminfamiljen var hans bostad en jordkula. I Muminpappans memoarer framgår det vilka Sniffs föräldrar var; Muminpappans ungdomsvän Rådd-djuret och Sås-djuret. Sniff liknar Rådd-djuret till sin karaktär men inte till utseendet för det har han fått av sin mor.

## Medverkan i muminberättelserna
Sniff medverkar i Småtrollen och den stora översvämningen, Kometjakten, Trollkarlens hatt och Muminpappans memoarer, samt i flera episoder av den tecknade Muminserien, som från början publicerades i London-tidningen The Evening News.

## Röster i film och TV
| År      | Film / serie                 | Röst                                             |
| ------- | ---------------------------- | ------------------------------------------------ |
| 1990–91 | I Mumindalen                 | Eero Ahre (finsk) / Riko Eklundh (svensk)        |
| 1992    | Kometen kommer               | Jyrki Kovaleff (finsk) / Riko Eklundh (svensk)   |
| 2010    | Mumintrollet och kometjakten | Ilpo Mikkonen (finsk) / André Wickström (svensk) |